# 荷西巴·路蘭迪
何塞巴·略伦特·厄查理（Joseba Llorente Etxarri，1979年11月24日—），出生於西班牙巴斯克地區，是一名西班牙足球運動員，擔任前鋒，現屬自由身。

## 足球事業
荷西巴·路蘭迪出身於皇家蘇斯達，1999年10月3日首度代表球隊上陣對薩拉戈薩。2003年他被外借至另一所巴斯克地區球隊埃瓦爾，在2003年正式轉會至該隊。
2005-06賽季，荷西巴·路蘭迪轉投西乙球會華拉度列，該賽季共進12個聯賽進球，最終助華拉度列重返西甲。
2008年1月20日，荷西巴·路蘭迪在對愛斯賓奴的比賽中，以打破西甲紀錄的時間進球，以7秒82成為西甲最快的進球，打破了烏拉圭前鋒達里奧·施華的8秒舊紀錄。該賽季，他共進了16個聯賽進球。
2008年5月26日，荷西巴·路蘭迪同意轉會「黃色潛水艇」維拉利爾，簽約4年，轉會費沒有公開。9月21日對升班馬紐文西亞的西甲賽事，他進了代表維拉利爾的首個進球，助球隊2-1獲勝。
2008年10月21日的歐聯賽事，路蘭迪對阿爾堡的比賽中大耍帽子戲法。

## 外部連結
- Stats at Liga de Fútbol Profesional （页面存档备份，存于） （西班牙文）